# 名奉行! 大岡越前
『名奉行! 大岡越前』（めいぶぎょう おおおかえちぜん）は、テレビ朝日系で放送された日本の時代劇である。北大路欣也扮する江戸町奉行大岡越前守忠相が主人公。
第1シリーズは、2005年4月18日より6月20日まで毎週月曜日19:00 - 19:55に、「月曜時代劇」枠で放送（タイトルは『名奉行 大岡越前』）。
第2シリーズは、2006年4月18日より7月18日まで毎週火曜日19:00 - 19:55に、「火曜時代劇」枠で放送。

## キャスト

### 南町奉行所
- 大岡越前守忠相（南町奉行） - 北大路欣也[2][4]
- 池田大助（内与力） - 冨田翔[2]
- 岡村源八郎 - 安藤一夫（第2シリーズ）[注釈 1]
- 与平（門番） - 奥村公延[2]
- 笹倉采女（筆頭与力） - 金田明夫[2]

### その他
- 香織（忠相の娘） - 水橋貴己[2]
- おりん（密偵・川端の飲み屋の女将） - 涼風真世[2]（第1シリーズ第一話・第四話・第九話・最終話 / 第2シリーズ）

### ゲスト

#### 第1シリーズ（2005年）
第一話 「白子屋お駒」
- お駒（材木問屋白子屋の跡取り娘） - 中島ひろ子
- 庄三郎（白木屋主人） - 中山仁
- お常（お駒の継母） - 相本久美子
- 村瀬清一郎（南町奉行所の与力） - 山田辰夫
- 横山玄柳（医師） - 石田太郎
- 新三（髪結い） - 飯田基祐
- お浜（お駒の実母・故人） - 石井苗子
- 忠八（手代） - 前田淳
- サキ - 大野風花
- 峰吉 - 小泉敏生
- 今田良一
- 田井克幸、大村康志、久保田光男、柴田裕司、江原政一、辻村綾二

第二話 「小問物屋彦兵衛一件」
- お小夜（彦兵衛の娘） - 末永遥
- 彦兵衛（小間物屋） - 中西良太
- 土屋京之介（土屋監物の三男） - 榊英雄
- 笠原嘉門（吟味与力） - 谷口高史
- 島田欽之助 - 石田登星
- 土屋監物（旗本） - 石山雄大
- 石出帯刀 - 芝本正
- 山崎伝八郎 - 外川貴博
- 石井亜可理
- おとき（金貸し） - 営永淳子
- 大久保幸治、名本忍、内藤和也、中川峰男
- 田井克幸、大村康志、久保田光男、柴田裕司、江原政一、辻村綾二

第三話 「村井長庵一件」
- 村井長庵（医師） - 石丸謙二郎
- お光 - 山下容莉枝
- 藤崎道十郎 - 井上高志
- 佐藤一蔵（吟味方） - 新納敏正
- 藤崎道之助（道十郎の息子） - 砂川政人
- 今居直次郎 - 浪花勇二
-  :* 田井克幸、大村康志、久保田光男、柴田裕司、江原政一、辻村綾二
- 稲垣陽子、山名真貴、小峰隆司、東孝、小谷浩三、野々村仁

第四話 「雲切仁左衛門之記」
- 肥前屋（小間物問屋） - 中原丈雄
- 佐太郎（飾り職人） - 松澤一之
- 定吉（遊び人） - 遠藤憲一
- 喜三次（雲切仁左衛門の元手下） - 須藤雅宏
- 林田和馬（吟味方） - 坂田雅彦

第五話 「直助 権兵衛の一件」
- 権兵衛（米屋「阿賀野屋」の奉公人） - 大高洋夫
- お照（遊郭「桔梗屋」の女） - 遊井亮子
- お雪（中島立石の娘） - 小向美奈子
- 清兵ヱ（お雪の伯父） - 曾我廼家文童
- 中島立石（元外科医・故人） - 並樹史朗
- 銀次（桔梗屋の客引き） - 木村栄
- 飯山仙十郎 - 草川祐馬
- 刺青の女 - 飯沢もも

第六話 「料亭『佳月』の女」
- おうら（料亭「佳月」女将） - 山口果林
- おせい（居酒屋店員） - 矢沢心
- 安三（岡っ引） - 螢雪次朗
- 幸太郎（おうらの義理の息子） - 草野康太
- 伊三郎（おせいの夫） - 福田転球
- 鳥谷（吟味役） - 諏訪太朗

第七話 「昔の女・閻魔堂一件」
- 寅三（左官） - 安藤一夫
- 清助（呉服屋の手代） - 西川忠志
- 留吉（飾り職人） - 丹古母鬼馬二
- 長次（日雇い人足） - 西田良
- 木島市兵衛（定廻り同心） - 立川三貴
- 黒川伝八郎（浪人） - 関根大学
- 房吉 - 上條誠
- お久美 - 桜川博子
- お涼（居酒屋「おかめ」女将） - 池上季実子

第八話 「お袖という女」
- お袖 - 喜多嶋舞
- 上岡兵庫（評定所の役人） - 樋浦勉
- 佐久間能登守（勘定奉行） - 津村鷹志
- 間宮慎三郎（お絹〈お袖の姉〉の元許婚） - 丹羽貞仁
- 巳之吉 - デビット伊東

第九話 「御落胤騒動一件」
- お葉 - 大路恵美
- 正太（幸吉とお葉の息子） - 小林翼
- お眉の方 - 濱田万葉
- 幸吉（指物師） - 小林高鹿
- 松尾図書 - 山西道広
- 結城左内 - 平賀雅臣
- 本多出雲（寺社奉行） - 藤田宗久
- 酒井勝長（勘定奉行） - 平野稔
- 石岡久蔵（留役頭） - 小沢象
- 鵜飼家番士 - いわいのふ健

最終話 「油問屋山崎屋の一件」
- 安藤対馬守（老中） - 長門裕之
- 岡野格之進（旗本） - 上杉祥三
- 吉太郎（新次の兄） - 倉田てつを
- 辰造（直参旗本の渡り中元） - 菅田俊
- 新次（左官見習） - 平野貴大
- 山崎吉兵衛 - 佐原健二
- 寺社奉行 - 藤田宗久
- 田口左内（側用人） - 伊集院八朗
- お春（常磐津の師匠） - 谷口智

#### 第2シリーズ（2006年）
第一話 「あの名裁きが帰ってきた！五つの顔を持つ女…涙の逆転お白州」
- おちか（記憶喪失の女・「お澄」「お君」「お園」の名前を持つ） - 三浦理恵子
- 五郎蔵（岡っ引） - 中丸新将
- おまさ - 和泉ちぬ
- 新吉 - 酒井一圭
- 喜助 - 六角慎司
- 田島隼人 - 長江英和

第二話 「男涙の夢裁き！人質下手人、身代金が全て消えた!?」
- 源助（人足） - 竜雷太
- お幸（義兵衛の妻） - 東てる美
- 篠原和馬（若侍） - 川岡大次郎
- 平吉 - 小林健
- 善助 - 市川勇
- お咲（扇屋「玉扇堂」の女中） - 秋山莉奈
- 酒井帯刀（旗本） - 芝本正
- 篠原泰之進 - 細川純一

第三話 「仇を追って40年…男と女、愛と憎しみのお白州！」
- 浦沢源之助（元高島藩士） - 川津祐介
- 宮部市之丞（波津の亡夫の弟） - 福本清三
- 諏訪屋左兵衛（信州味噌問屋「諏訪屋」主人・元高島藩士） - 佐野浅夫
- 宮部波津（香織の茶道の師匠） - 池内淳子

第四話 「死罪を告げられた越前!? 北町vs南町、哀しき女の嘘」
- おしま（酌婦） - 奥山佳恵
- 鳴海太一郎（吟味方与力） - 天宮良
- 山際但馬守（北町奉行） - 有川博
- 小倉和馬 - 加賀健治
- 房吉 - 香川耕二
- 田崎 - 伊集院八朗
- 柴田善行、青木哲也、稲田龍雄、久保田光男、柴田裕司、江原政一、辻村綾二
- 大矢敬典、藤沢徹衛、安田美香、松永吉訓、上鶴良子

第五話 「殺しを予告する浮世絵！強欲の女と連続殺人の怪！」
- 川喜多俊斉（浮世絵師） - 橋爪淳
- 尾島（大奥お年寄り） - 辻沢杏子
- 備後屋長左衛門（炭問屋） - 鶴田忍
- 瀬川銀之丞（芝居小屋「黒潮座」の花形） - 岡本竜汰
- 正吉（版木職人） - 石川伸一郎
- おふさ（船宿浜屋下働き） - 西村理沙
- 三之助 - 佐渡稔
- 石倉英彦、白井滋郎、本山力
- 浅田祐二、中川峰男、平井三智栄、大音奈々、中村絋子
- 柴田善行、青木哲也、稲田龍雄、久保田光男、柴田裕司、江原政一、辻村綾二

第六話 「辻斬り浪人の賭け！せつない恋とおしどりの秘密…」
- 柴田利一郎（藻世の婚約者・村松藩留守居役） - 高橋和也
- 藻世（蛯沢助左衛門の娘） - 小西美帆
- 佐竹宗次郎（浪人・利一郎の幼馴染） - 吉田智則
- 蛯沢助左衛門（村松藩家老） - 小沢象
- 伊庭剛
- 波多野博、窪田弘和、山田永二
- 柴田善行、青木哲也、稲田龍雄、久保田光男、柴田裕司、江原政一、辻村綾二、大矢敬典

第七話 「殺人犯に母の面影を見た娘…！父が裁く涙のお白州」
- おふじ（小間物の行商人） - 浅茅陽子
- 弥助（遊び人） - 橋本さとし
- おみね（薬種問屋丹波屋の内儀） - 志水季里子

第八話 「お白州に現れた幽霊!? 夫を裏切った女の天国と地獄」
- お京（弥十郎の娘） - 前田愛
- 今岡軍兵衛（北町同心） - 春田純一
- お紺（井筒屋の妻） - 大家由祐子
- お駒 - メイサツキ
- 源三（岡っ引） - 草川祐馬
- 紋次（下っ引） - 宮下直紀
- 松井弥十郎（用心棒） - 大谷亮介
- 権藤平八郎（北町の年番方与力） - 谷口高史
- 彦八 - 岡田和範
- 井筒屋清兵衛（呉服屋） - 峰蘭太郎

第九話 「盗賊を裏切った女!! 男が心意気を賭けた白州と母心」
- おもん（弥助の妻・一膳飯屋女将） - 多岐川裕美
- 巽の政五郎（大盗） - 西田健
- 弥助（一膳飯屋店主） - 井上高志
- 新太郎（弥助とおもんの息子） - 谷野欧太
- 結城屋又兵衛（生糸問屋） - 丸岡奨詞

最終話 「襲撃された越前!! 涙の父娘…命を賭けた最後の白州」
- 佐兵衛（元筆頭老中の安藤対馬守） - 長門裕之
- おふさ（左兵衛の世話をする下女） - 遠野凪子
- 岩戸軍兵衛（大番組頭） - 山西道広
- 安藤邦信 - 伊集院八朗
- 井坂数馬（浪人たちの首領） - 甲斐将馬

## スタッフ
- ナレーション - 橋爪功[3]
- 脚本 - ちゃき克彰、藤井邦夫、田上雄、大原久澄、いずみ玲、高野香織（第2シリーズ）
- 音楽 - 渡辺俊幸
- 監督 - 橋本一、藤岡浩二郎、齊藤光正（第1シリーズ）、杉村六郎（第1シリーズ）、山下智彦（第2シリーズ）、苫米地祥宏（第2シリーズ）
- 主題歌 - 加藤登紀子「今があしたと出逢う時」[3]
  - アルバム『今があしたと出逢う時』（UICZ-4105）に収録。
- プロデューサー - 田中芳之（テレビ朝日）、加藤貢（東映）、横塚孝弘（東映）
- 製作 - テレビ朝日、東映

## 放送日程

### 第1シリーズ
- 2005年4月18日 - 6月20日、全10話。

| 各話                                                            | 放送日        | サブタイトル       | 脚本            | 監督       | 視聴率 |
| --------------------------------------------------------------- | ------------- | ------------------ | --------------- | ---------- | ------ |
| 第一話                                                          | 2005年4月18日 | 白子屋お駒         | ちゃき克彰      | 橋本一     | 11.5%  |
| 第二話                                                          | 4月25日       | 小問物屋彦兵衛一件 | 藤井邦夫        | 橋本一     | 11.3%  |
| 第三話                                                          | 5月02日       | 村井長庵一件       | 大原久澄        | 藤岡浩二郎 | 10.3%  |
| 第四話                                                          | 5月09日       | 雲切仁左衛門之記   | ちゃき克彰      | 藤岡浩二郎 | 11.7%  |
| 第五話                                                          | 5月16日       | 直助 権兵衛の一件  | 田上雄          | 橋本一     | 10.5%  |
| 第六話                                                          | 5月23日       | 料亭『佳月』の女   | いずみ玲        | 橋本一     | 10.8%  |
| 第七話                                                          | 5月30日       | 昔の女・閻魔堂一件 | 藤井邦夫        | 齊藤光正   | 10.5%  |
| 第八話                                                          | 6月06日       | お袖という女       | ちゃき克彰      | 齊藤光正   | 10.0%  |
| 第九話                                                          | 6月13日       | 御落胤騒動一件     | 藤井邦夫        | 杉村六郎   | 09.4%  |
| 最終話                                                          | 6月20日       | 油問屋山崎屋の一件 | 田上雄 いずみ玲 | 杉村六郎   | 09.3%  |
| 平均視聴率 10.53%（視聴率はビデオリサーチ調べ、関東地区・世帯） |               |                    |                 |            |        |

### 第2シリーズ
- 2006年4月18日 - 7月18日、全10話。
- 2006年5月9日は、『スーパーベースボール オリックス・バファローズ×読売ジャイアンツ戦』中継のため休止。
- 2006年5月30日は、『スーパーベースボール 北海道日本ハムファイターズ×読売ジャイアンツ戦』中継のため休止。
- 2006年6月6日は、『スーパーベースボール 福岡ソフトバンクホークス×読売ジャイアンツ戦』中継のため休止。
- 2006年6月27日は、『最終警告!たけしの本当は怖い家庭の医学 3時間SP』放送のため休止。

| 各話                                                           | 放送日        | サブタイトル                                            | 脚本                | 監督       | 視聴率 |
| -------------------------------------------------------------- | ------------- | ------------------------------------------------------- | ------------------- | ---------- | ------ |
| 第一話                                                         | 2006年4月18日 | あの名裁きが帰ってきた！五つの顔を持つ女…涙の逆転お白州 | ちゃき克彰          | 橋本一     | 08.8%  |
| 第二話                                                         | 4月25日       | 男涙の夢裁き！人質下手人、身代金が全て消えた!?          | 藤井邦夫            | 橋本一     | 08.8%  |
| 第三話                                                         | 5月02日       | 仇を追って40年…男と女、愛と憎しみのお白州！             | いずみ玲            | 山下智彦   | 10.1%  |
| 第四話                                                         | 5月16日       | 死罪を告げられた越前!? 北町vs南町、哀しき女の嘘         | ちゃき克彰          | 山下智彦   | 09.1%  |
| 第五話                                                         | 5月23日       | 殺しを予告する浮世絵！強欲の女と連続殺人の怪！          | 田上雄              | 苫米地祥宏 | 08.5%  |
| 第六話                                                         | 6月13日       | 辻斬り浪人の賭け！せつない恋とおしどりの秘密…           | 大原久澄            | 苫米地祥宏 | 09.4%  |
| 第七話                                                         | 6月20日       | 殺人犯に母の面影を見た娘…！父が裁く涙のお白州           | 高野香織 ちゃき克彰 | 橋本一     | 09.7%  |
| 第八話                                                         | 7月04日       | お白州に現れた幽霊!? 夫を裏切った女の天国と地獄         | 藤井邦夫            | 橋本一     | 07.6%  |
| 第九話                                                         | 7月11日       | 盗賊を裏切った女!! 男が心意気を賭けた白州と母心         | いずみ玲            | 藤岡浩二郎 | 07.8%  |
| 最終話                                                         | 7月18日       | 襲撃された越前!! 涙の父娘…命を賭けた最後の白州          | ちゃき克彰          | 藤岡浩二郎 | 10.1%  |
| 平均視聴率 8.99%（視聴率はビデオリサーチ調べ、関東地区・世帯） |               |                                                         |                     |            |        |

## 系列局での扱い
- 広島ホームテレビでは、毎月最終火曜日に自社制作番組『ひろしま菜'S』を放送していたため、その週の土曜16:00 - 17:00に代替放送した。なお、代替放送もスポンサードネットとなっていた（『ひろしま菜'S』はスポンサーが異なる（JAグループ広島一社提供）ため）。
- 北陸朝日放送では、自社制作番組『DokiDokiてれび』を月1回放送していたため、その週は後日代替放送した。